# 클로드 레인스
클로드 레인스(Claude Rains, 1889년 11월 10일 ~ 1967년 5월 30일)는 영국의 영화배우, 연극 배우, 텔레비전 배우이다.

## 영화
- 최고의 이야기 (1965년)
- 아라비아의 로렌스 (1962년)
- 더 듀퐁트 쇼 오브 더 위크 (1961년)
- 에이리언 지구 위기 (1961년)
- 잃어버린 세계 (1960년)
- 디스 어스 이즈 마인 (1959년)
- 피리 부는 사나이 (1957년)
- 로프 오브 샌드 (1949년)
- 정열적인 친구들 (1949년)
- 디셉션 (1946년)
- 오명 (1946년) - 알렉산더 역
- 디스 러브 오브 아워스 (1945년)
- 시저와 클레오파트라 (1945년)
- 미스터 스케핑튼 (1944년) - 잡 스케핑튼 역
- 마르세이유 가는 길 (1944년)
- 언제나 영원히 (1943년)
- 오페라의 유령 (1943년)
- 킹스 로우 (1942년)
- 나우 보이저 (1942년) - 재퀴드 박사 역
- 카사블랑카 (1942년) - Capt. 르놀트 역
- 울프 맨 (1941년)
- 포 마더스 (1941년)
- 천국의 사도 조단 (1941년) - 조던 씨 역
- 시 호크 (1940년)
- 유아레즈 (1939년)
- 스미스씨 워싱톤 가다 (1939년) - Sen. 조셉 해리슨 페인 역
- 화이트 배너스 (1938년)
- 네 명의 딸들 (1938년)
- 로빈 훗의 모험 (1938년)
- 데이 원트 포겟 (1937년) - 디스트릭트 아터니 앤드류 J. '앤디' 그리핀 역
- 왕자와 거지 (1937년)
- 안소니 에드버즈 (1936년)
- 투명 인간 (1933년)